# Teoria di Debye-Hückel
La teoria di Debye-Huckel (elaborata da Peter Debye ed Erich Hückel nel 1923) ha lo scopo di spiegare le deviazioni dall'idealità delle proprietà chimico-fisiche associate alle specie chimiche immerse in soluzioni elettrolitiche.
Viene utilizzata per predire i valori dei coefficienti di attività degli ioni in soluzioni diluite.
Per gli elettroliti, a differenza delle soluzioni di non-elettroliti, la deviazione dall'idealità è particolarmente elevata anche in soluzioni con molalità 10−3 mol kg−1.
Da tale teoria deriva la legge di Debye-Hückel, che è un'espressione che lega il coefficiente di attività ionico medio {\displaystyle \gamma _{\pm }\,} di una soluzione elettrolitica alla sua forza ionica.

## Premessa: il coefficiente di attività ionico medio
Il coefficiente di attività γ è una misura dello scostamento di una soluzione dal comportamento ideale (descritto dalla legge di Raoult); l'attività è pari al prodotto di tale coefficiente per la concentrazione:
a = γ c/c0 dove c0 è la concentrazione standard (1 M)
Nel caso di una soluzione elettrolitica ideale, i coefficienti di attività di tutti gli ioni sono pari a 1.
Tra le principali cause di scostamento dall'idealità sono da annoverarsi gli effetti dell'attrazione di ioni dotati di carica di segno opposto e la repulsione di ioni dotati di carica di segno uguale.
I coefficienti di attività dei singoli ioni non possono essere misurati direttamente, in quanto ogni soluzione elettrolitica contiene al suo interno ioni positivi (cationi) e ioni negativi (anioni). Si fa quindi uso del coefficiente di attività ionico medio {\displaystyle \gamma _{\pm }}, che nel caso di una soluzione di cloruro di sodio (NaCl) è dato da:
{\displaystyle \gamma _{\pm }=\left(\gamma _{Na^{+}}\gamma _{Cl^{-}}\right)^{1/2}}
In generale, nel caso di un elettrolita AnBm completamente dissociato, il coefficiente di attività medio è dato da:
{\displaystyle \gamma _{\pm }=\left({\gamma _{A}}^{n}{\gamma _{B}}^{m}\right)^{1/(n+m)}}
Tale coefficiente di attività medio può essere calcolato per via teorica dalla teoria di Debye-Hückel e quindi confrontato con i dati sperimentali. Si è visto a proposito che la teoria di Debye-Hückel è in maggiore accordo con i risultati sperimentali nel caso di soluzioni diluite.
Le interazioni che portano a scostamenti dall'idealità nelle soluzioni biologiche sono in genere di natura elettrostatica, cosicché la distinzione tra attività e concentrazione viene operata soltanto per specie cariche. Si considerano usualmente due tipi di interazioni fra specie cariche. La prima di queste è l'interazione fra piccoli ioni vicini fra loro e la seconda è l'interazione con le molecole del solvente.
La più nota fra le teorie che trattano queste interazioni è la teoria di Debye-Huckel e le sue estensioni. Queste teorie prevedono che il coefficiente di attività di un singolo elettrolita in soluzione inizialmente diminuisca rispetto al valore unitario al crescere della sua concentrazione. A concentrazioni più alte, la pendenza della curva del coefficiente di attività in funzione della concentrazione diventi positiva, ma ciò accade a concentrazioni maggiori di quelle fisiologiche.
 Un altro tipo di interazione, che è più frequente nelle soluzioni biologiche, è costituita dal legame tra soluti carichi e particelle (solubili o insolubili) in soluzione. Questo tipo di legame può essere reversibile o irreversibile. Spesso questi soluti legati non sono disponibili al trasporto, cosicché l'attività del soluto diminuisce. Tuttavia, molto spesso il coefficiente di attività è vicino ad 1.

## Il modello di Debye-Hückel

Rappresentazione idealizzata di una soluzione elettrolitica con rapporto 1:1 tra anioni e cationi. In questa rappresentazione ogni carica negativa è circondata da cariche positive e ogni carica positiva è circondata da cariche negative.

Nel modello di Debye-Hückel, gli anioni (ioni negativi) e i cationi (ioni positivi) sono assimilati a sfere aventi rispettivamente carica z1e+ e z2e-, essendo z la valenza dello ione.
Il solvente (in cui gli ioni sono immersi) viene invece assimilato ad un mezzo continuo. Ogni ione in media è circondato maggiormente da ioni aventi carica di segno opposto rispetto allo ione in questione.
Le interazioni elettrostatiche tra gli ioni possono essere calcolate dalla legge di Coulomb, da cui si ricava:
{\displaystyle F{el}={\frac {z_{1}z_{2}e^{2}}{4\pi \varepsilon _{0}\varepsilon _{r}r^{2}}}}
essendo:
- r: distanza tra i due ioni;
- εr: costante dielettrica del solvente;
- e: carica elettrica di un elettrone.

Si assume inoltre che:
- l'elettrolita sia forte, più precisamente si deve avere una costante di dissociazione Kdiss>10−2;[4]
- l'elettrolita sia completamente dissociato, cioè si abbia un grado di dissociazione α pari a 1;[4]
- gli ioni non siano polarizzati dal campo elettrico circostante;
- il solvente non provochi alcun effetto di tipo elettrico;[5]
- non si abbia elettrostrizione;
- i singoli ioni che circondano uno ione centrale possano essere rappresentati come una nube avente densità di carica continua, con una minima distanza di avvicinamento. In altre parole, ogni catione è circondato da una carica negativa uniforme, mentre ogni anione è circondato da una carica positiva uniforme.

## Risultati della teoria di Debye-Hückel
Dalle ipotesi fatte precedentemente, Debye e Hückel hanno ricavato la seguente formula per il coefficiente di attività ionico medio:
{\displaystyle {\mbox{log}}_{10}\gamma _{\pm }=-A|z_{+}z_{-}|{\frac {\sqrt {I}}{1+a_{0}B{\sqrt {I}}}}-log(1+10^{-3}\nu Mm)}
dove:
- z+ e z- sono rispettivamente la valenza del catione e la valenza dell'anione;
- I è la forza ionica;
- a0 è un parametro che rappresenta la distanza di massimo avvicinamento degli ioni;[7]
- M è il peso molecolare del solvente;
- m è la molalità dell'elettrolita;
- ν è il numero di ioni che si originano dalla dissociazione di una molecola di elettrolita;
- i coefficienti A e B sono calcolati come segue:

{\displaystyle A={\frac {e^{2}B}{2,303\times 8\pi \varepsilon _{0}\varepsilon _{r}kT}}}
{\displaystyle B=\left({\frac {2e^{2}N}{\varepsilon _{0}\varepsilon _{r}kT}}\right)^{1/2}}
Nel caso particolare di una soluzione acquosa a 25 °C, si ottengono i seguenti valori:
- A = 0,051 mol-1/2dm3/2
- B = 3,29 mol-1/2dm3/2.

## La legge limite di Debye-Hückel
La legge limite è ricavata per il limite di bassissima concentrazione (cioè nella condizione di diluizione infinita).
Per bassi valori della forza ionica, il valore del denominatore si può approssimare a 1 e il termine "{\displaystyle -log(1+10^{-3}\nu Mm)}" si annulla, per cui l'equazione precedente si riconduce alla legge limite di Debye-Hückel, secondo la quale coefficiente di attività medio è proporzionale alla radice quadrata della forza ionica:
{\displaystyle \log \gamma _{\pm }=-A\left|z_{+}z_{-}\right|{\sqrt[{}]{I}}}
dove {\displaystyle I\,} è la forza ionica della soluzione e {\displaystyle z_{i}\,} è il numero di carica dello ione. {\displaystyle A\,} è un parametro dipendente dalla permittività elettrica del vuoto e dalla temperatura, ed è pari a 0,509 per l'acqua a 25 °C.

## La legge di Debye-Hückel estesa
La legge di Debye-Hückel estesa fornisce risultati coerenti con i risultati sperimentali per concentrazioni fino a circa 0,1 mol kg−1, quando la forza ionica è troppo alta perché la legge limite sia ancora valida.
{\displaystyle \log \gamma _{\pm }=-{\frac {A\left|z_{+}z_{-}\right|{\sqrt[{}]{I}}}{1+a_{0}B{\sqrt[{}]{I}}}}-log(1+10^{-3}\nu Mm)+bI}
dove b è un parametro correttivo che dipende dalle interazioni tra gli ioni, chiamato "parametro d'interazione specifica".
La legge di Debye per concentrazioni ancora più elevate prevede dei termini ulteriori del tipo {\displaystyle bI+cI^{2}...\,} dove b, c e così via sono coefficienti che dipendono dall'elettrolita in questione.

## Verifica della teoria
Onde verificare la validità della teoria di Debye-Hückel sono stati tentati numerosi metodi sperimentali, tra cui metodi indiretti (quali misure di congelamento, della pressione osmotica o di tensione di vapore), oppure metodi diretti (quali la misura del potenziale elettrico in pile). Il problema fondamentale è costituito dal tentativo di spingersi verso diluizioni il più elevate possibile.
In particolare, negli ultimi anni del XX secolo sono state condotte misure attraverso pile a membrane liquide permeoselettive, misure che hanno consentito di spingersi anche a diluizioni dell'ordine di grandezza di 10−4 m.
Queste misure sperimentali hanno confermato appieno la validità della legge Debye-Hückel per elettroliti 1:1 quali ad esempio NaCl, ma hanno messo in evidenza deviazioni negative dalla pendenza limite per elettroliti ad alta carica quali i 2:2 o i 2:3, mentre la teoria di Debye-Hückel è in grado di prevedere esclusivamente deviazioni positive.
È probabile che l'incapacità da parte delle leggi di Debye-Hückel di prevedere tali deviazioni negative, osservate esclusivamente a diluizioni spinte, derivi dal fatto che tali leggi sono ricavate dalla linearizzazione dell'equazione di Poisson-Boltzmann: le informazioni su tali deviazioni vanno presumibilmente perdute durante la fase di linearizzazione.
Nonostante le leggi di Debye-Hückel siano vecchie di quasi un secolo, non era stato possibile osservare queste piccole discrepanze prima, in quanto non esistevano metodi sperimentali atti a spingersi a diluizioni dell'ordine di grandezza di 10−4 m.